# Province de Canta
La province de Canta (en espagnol : Provincia de Canta) est l'une des neuf provinces de la région de Lima, dans le centre du Pérou. Son chef-lieu est la ville de Canta.

## Géographie
La province couvre une superficie de 1 687,29 km2. Située à une centaine de kilomètres au nord-est de la capitale Lima, elle est limitée au nord par la province de Huaral, à l'est par la province de Yauli (région de Junín), au sud par la province de Huarochirí et à l'ouest par la province de Lima.

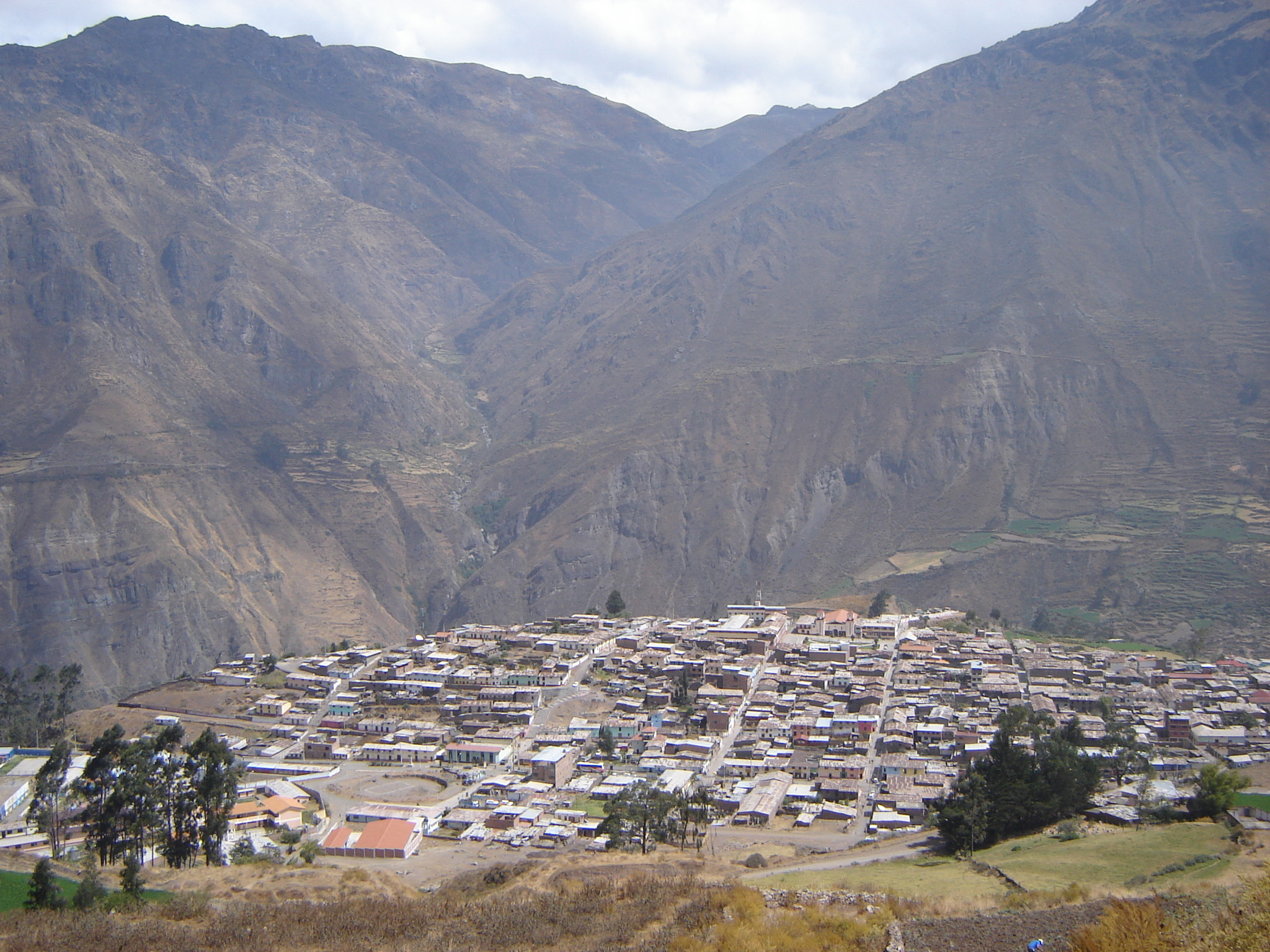
La ville de Canta

## Population
La population de la province s'élevait à 13 513 habitants en 2007.

## Subdivisions
La province de Canta est divisée en sept districts :
- District d'Arahuay (en)
- District de Canta (en)
- District de Huamantanga (en)
- District de Huaros (en)
- District de Lachaqui (en)
- District de San Buenaventura (en)
- District de Santa Rosa de Quives (en)